# 1845 aux États-Unis
Pour des articles plus généraux, voir Chronologie des États-Unis et 1845.
Chronologie des États-Unis
- 1841
- 1842
- 1843
- 1844
- 1845
- 1846
- 1847
- 1848
- 1849

Cette page concerne des événements d'actualité qui se sont produits durant l'année 1845 du calendrier grégorien aux États-Unis.

## Gouvernement
- Président : John Tyler (Whig) puis James Knox Polk Démocrate à partir du 4 mars
- Vice-président : George Mifflin Dallas Démocrate à partir du 4 mars
- Secrétaire d'État : John Caldwell Calhoun à partir du 1er avril puis James Buchanan Démocrate à partir du 10 mars
- Chambre des représentants - président : John Winston Jones Démocrate jusqu'au 4 mars puis John Wesley Davis Démocrate à partir du 1er décembre

## Événements
- 23 janvier: le Congrès des États-Unis établit une date uniforme pour les élections fédérales, qui seront dorénavant tenues le premier mardi après le premier lundi en novembre.
- 29 janvier : Le Corbeau (poème) d'Edgar Allan Poe est publié pour la première fois dans le journal new-yorkais The Evening Mirror.
- 1er février : Anson Jones, président de la république du Texas, signe la charte officielle de l'université Baylor.
- 28 février : le Congrès des États-Unis approuve l'annexion du Texas.

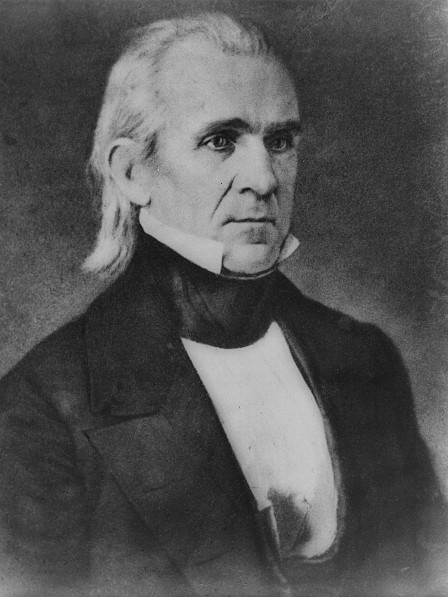
James Knox Polk

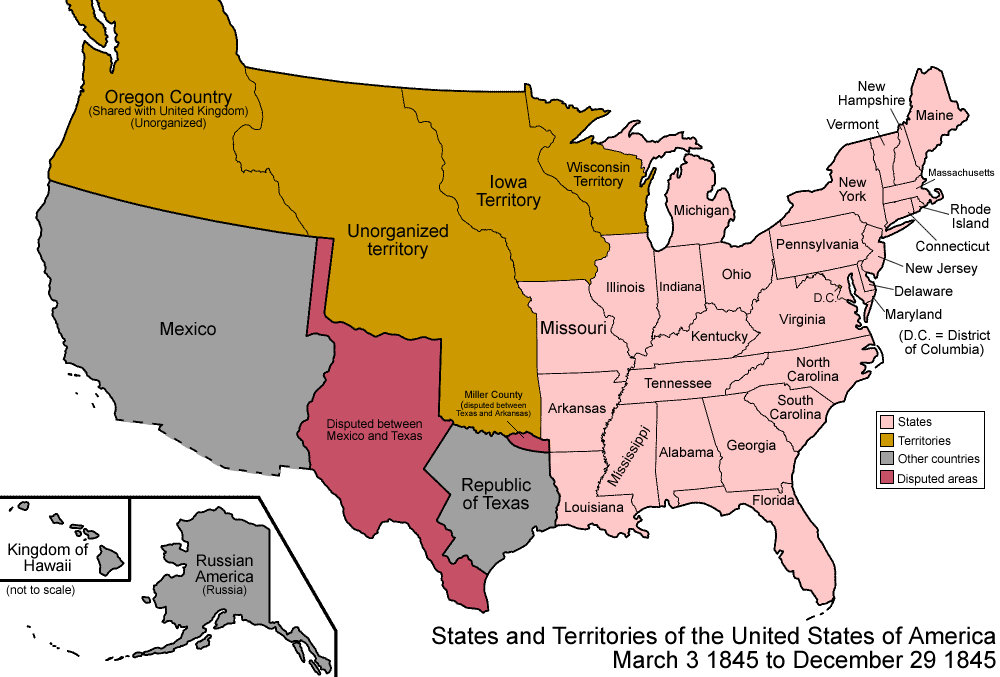
3 mars - 29 décembre 1845

- 1er mars : le président John Tyler signe la loi autorisant les États-Unis à annexer la république du Texas.
- 3 mars : le Territoire de Floride devient le 27e État, la Floride.
- 4 mars : cérémonie d'investiture à Washington D.C. du onzième président des États-Unis, James K. Polk.
- 4 juillet : Henry David Thoreau commence à dormir dans une cabane de pin construite par lui-même, à 2,4 km de sa maison natale. C'est le début d'une expérience qui dure deux ans, menée en autarcie, et qu'il raconte dans son livre Walden ou la vie dans les bois (Walden or Life in the Woods). Thoreau veut vivre simplement et seul dans les bois, y mener « une vie de simplicité, d'indépendance, de magnanimité, et de confiance »[1].
- 25 août : création de la police de New York (NYPD).
- 28 août : Scientific American, première revue de vulgarisation scientifique fondée par Alfred Beach.
- 10 octobre : fondation  de l'« École navale » (Naval School), à Annapolis dans l'État du Maryland. Elle deviendra l'Académie navale d'Annapolis (United States Naval Academy).
- 13 octobre : une majorité d'électeurs de la république du Texas approuvent un projet de constitution, celle-ci si admis par le Congrès des États-Unis, fera du Texas un État des États-Unis.
- 21 octobre : le New York Herald est le premier journal à mentionner le baseball.
- 22 octobre : le New York Morning News est le premier journal à inclure un tableau de points pour le classement des équipes de baseball.
- Novembre : le président américain James Knox Polk envoie au Mexique le diplomate John Slidell pour négocier les ajustements de frontière permettant de régler les demandes d’indemnité déposées par les citoyens américains (lésés au cours des révolutions mexicaines) contre le Mexique, ainsi que pour faire une offre d’achat de la Californie. Les autorités mexicaines refusent de traiter avec Slidell.

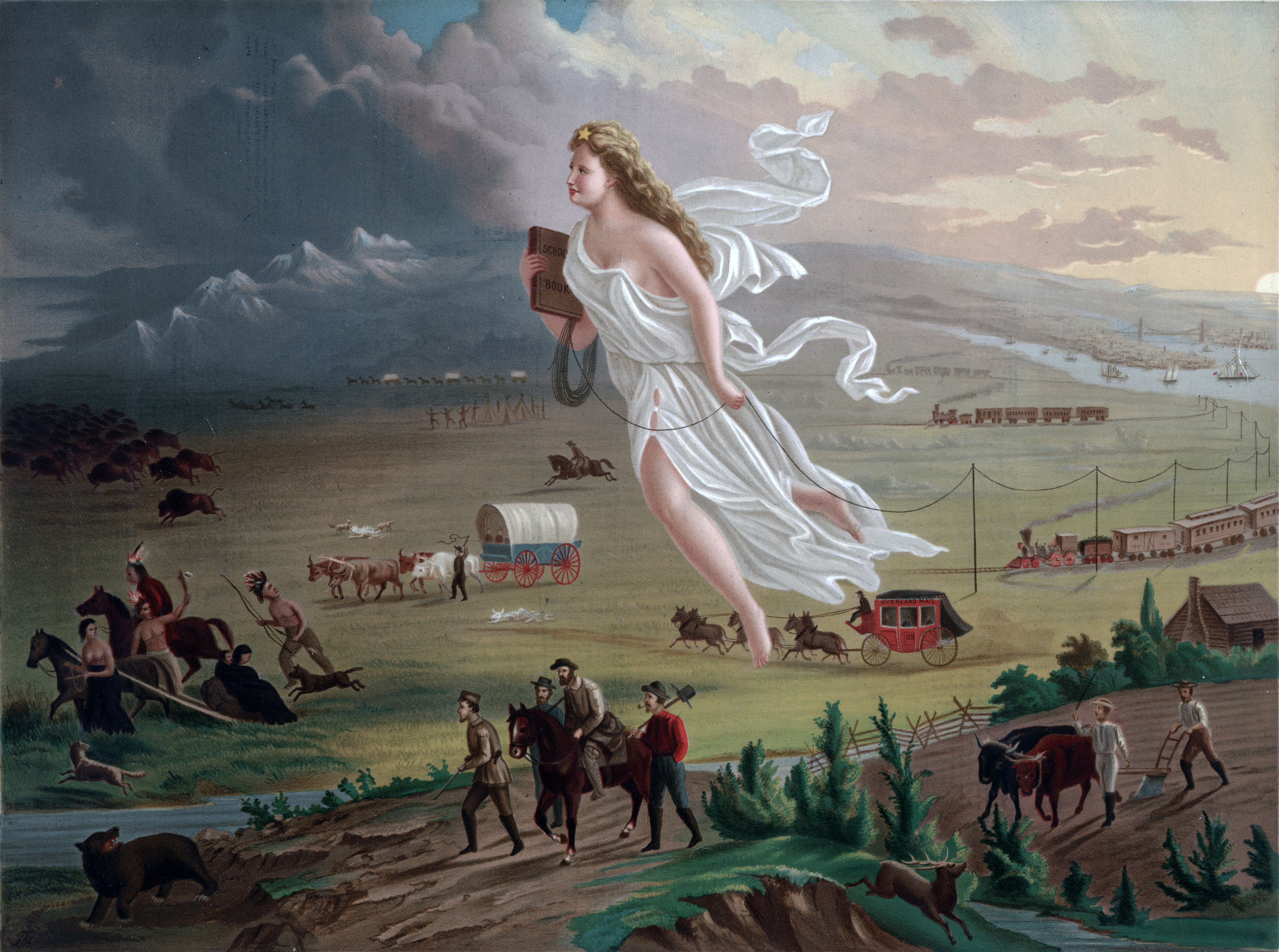
Cette œuvre, peinte vers 1872 par John Gast intitulée American Progress est une représentation allégorique de la « Destinée manifeste ». Dans cette scène, une femme angélique (parfois identifiée comme Columbia, la personnification du Progrès aux États-Unis du XIXe siècle) porte la lumière de la « civilisation » à l'Ouest avec les colons américains, câblant le télégraphe dans son sillon. Les Amérindiens et les animaux sauvages fuient vers les ténèbres de l'Ouest sauvage.

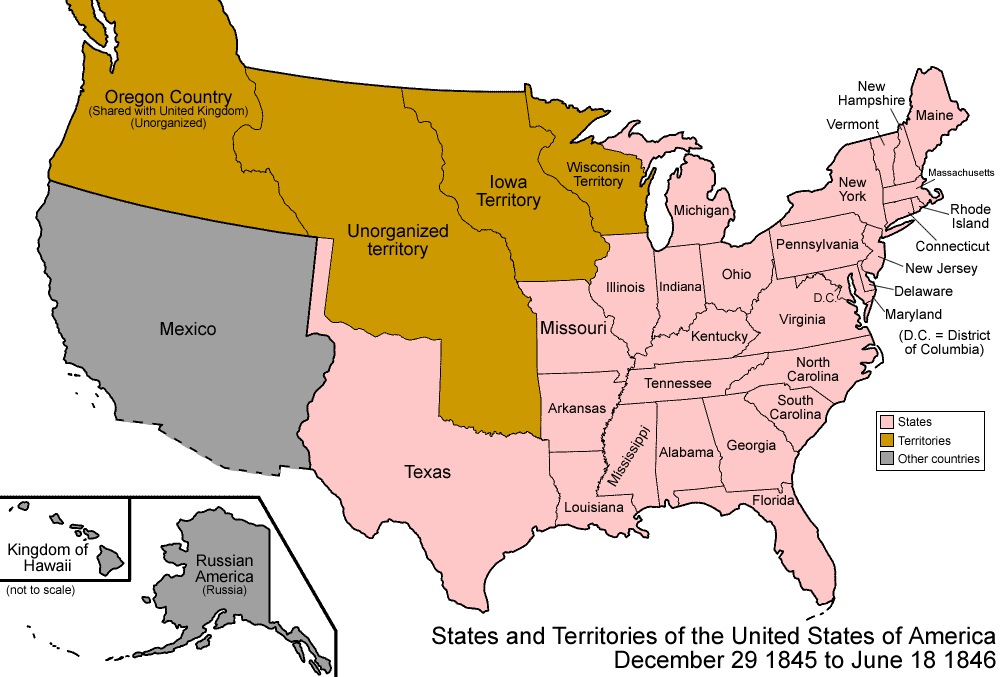
29 décembre 1845 - 15 juin 1846

- 2 décembre : le président Polk annonce au Congrès que la doctrine Monroe devait être mise en œuvre sans concessions et que les États-Unis devaient s'étendre vers l'Ouest et atteindre la côte Pacifique.
- 27 décembre : selon le journaliste new-yorkais John O'Sullivan : «  La destinée manifeste des États-Unis est de peupler le continent et d'y implanter leurs institutions, parce qu'elles sont supérieures à celles venues d'Europe. » Cette Manifest Destiny  marquera culturellement et politiquement les États-Unis.
- 29 décembre :
  - La république du Texas devient le 28e État, le Texas. Elle avait été annexée par les États-Unis le 1er mars 1845[2], mais le Texas n'accepta pas de rejoindre l'Union immédiatement. Il amena avec lui les terres mexicaines qu'il revendiquait : tout le Texas et des parties du Colorado, du Nouveau-Mexique, de l'Oklahoma et du Wyoming. Le Texas ayant rejoint l'union, l'Arkansas abandonna ses revendications sur le comté de Miller.
  - Début de la guerre américano-mexicaine (fin en 1848).

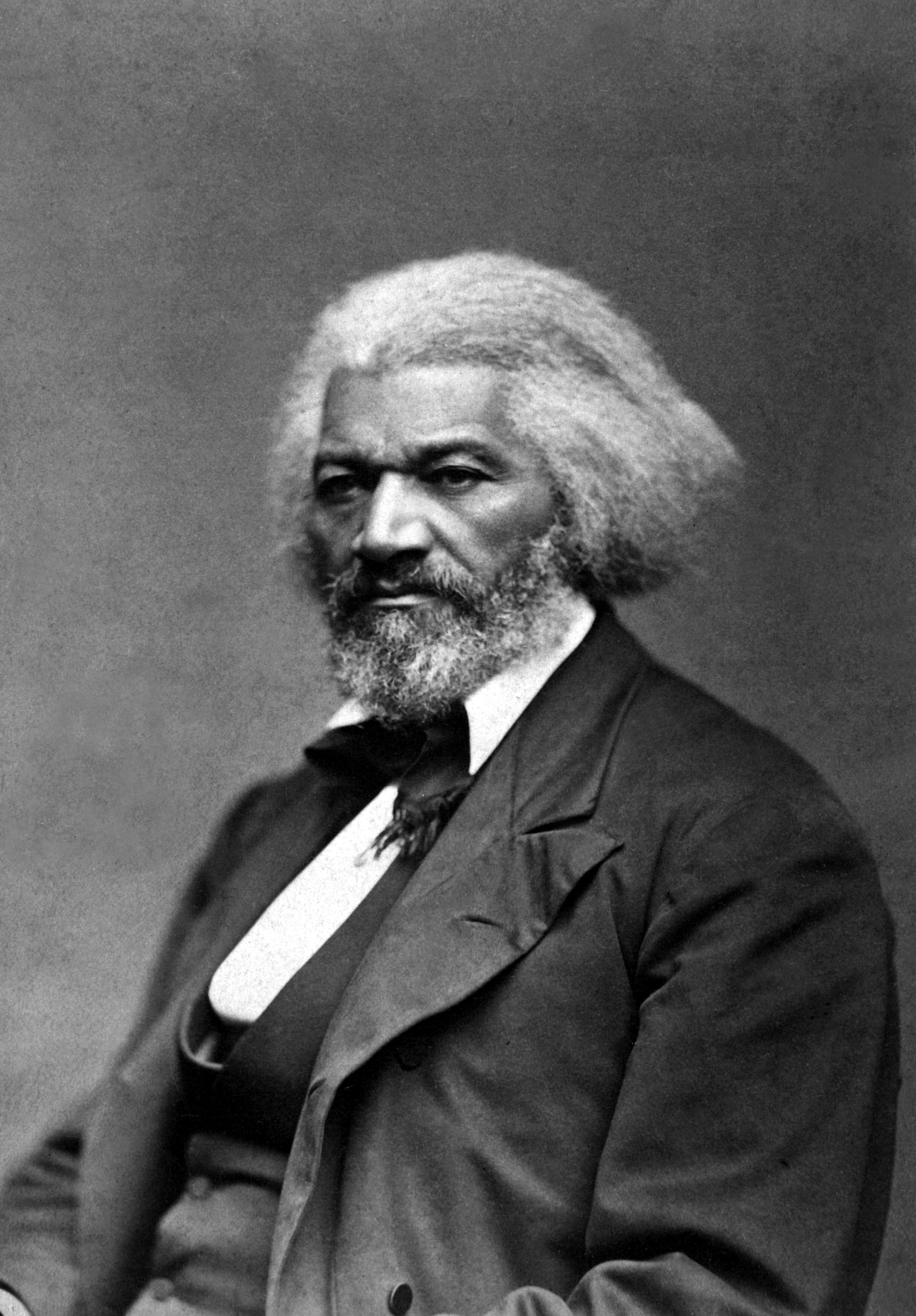
Frederick Douglass

- Manifestations de travailleurs irlandais contre l’annexion du Texas à New York, Boston et Lowell.
- Formation à Lowell de l’Association pour la réforme du travail des femmes, qui réclame par des milliers de pétitions l’instauration de la journée de dix heures. Le parlement du Massachusetts ordonne une enquête publique sur les conditions de travail dans les usines textiles, qui conclut à leur conformité.
- L'inventeur américain Elias Howe fait la démonstration d'une machine à coudre produisant 300 points par minute.
- Frederick Douglass, publie Récit de la vie de Frederick Douglass, un esclave américain, écrite par lui-même.

## Naissances
- 15 février : Elihu Root, (né à Clinton (New York), mort le 7 février 1937). secrétaire d'État sous Roosevelt. Il reçoit le prix Nobel de la paix en 1912.|
- 21 août : William Healey Dall (mort en 1927), naturaliste, malacologiste et paléontologue américain.
- 9 décembre : Joel Chandler Harris, (né à Eatonton en Géorgie, mort le 3 juillet 1908), est un journaliste, auteur de fiction et de folklore américain, principalement connu pour les Contes de l'Oncle Rémus. Enid Blyton s'est inspirée de ces histoires pour créer la série Jojo Lapin.

## Décès

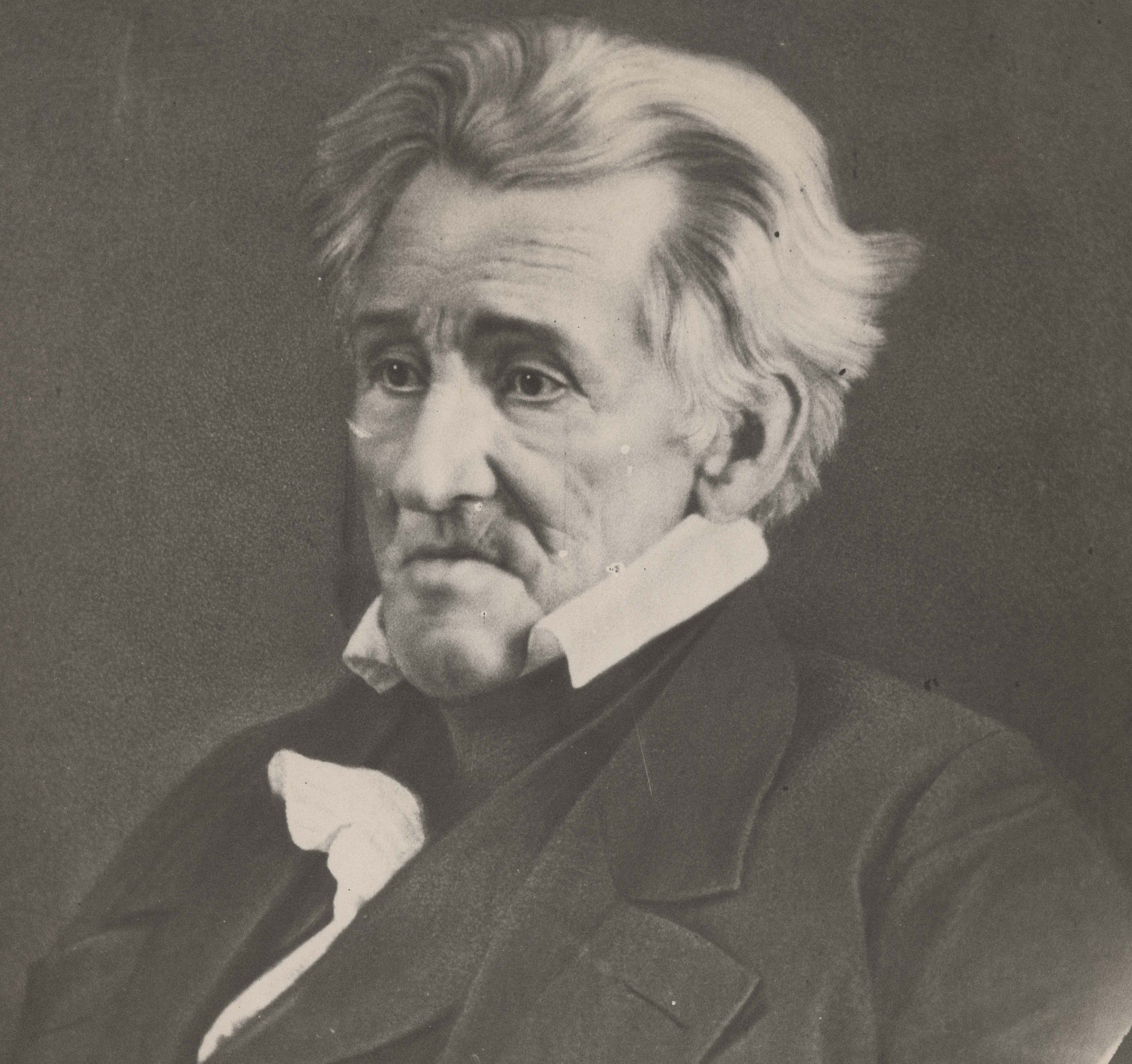
Andrew Jackson en 1845

- 18 février : John Chapman, né le 26 septembre 1774 à Leominster (Massachusetts), pionnier et missionnaire, il a hérité de son surnom – Appleseed – car il a introduit et planté de nombreux pommiers dans de vastes régions de l'Ohio, de l'Indiana et de l'Illinois. Il est devenu une légende de son vivant et a été souvent évoqué dans l'art et la littérature. Un court métrage, Johnny Pépin-de-Pomme (1948), réalisé par Walt Disney Pictures et inclus dans le long métrage Mélodie Cocktail, retrace sa vie. C'est un des personnages du roman de Neil Gaiman American Gods.
- 8 juin : Andrew Jackson, ancien Président des États-Unis (° 1767).

#### Articles généraux
- Histoire des États-Unis de 1776 à 1865
- Évolution territoriale des États-Unis

#### Articles sur l'année 1845 aux États-Unis
- Drapeau des États-Unis
- Annexion du Texas